# Joanic d'Alexandria
Joanic d'Alexandria va ser patriarca Ortodox d'Alexandria des de l'any 1645 al 1657.
Va ser metropolità de Véria a Macedònia abans de ser nomenat patriarca d'Alexandria quan va morir Nicèfor. Algunes fonts antigues diuen que el seu patriarcat va començar el 1642, però altres fonts més modernes estableixen el seu govern durant el període comprès entre 1645 i 1657.
Segons les fonts antigues, Joanic, l'any 1643 va signar una carta on el patriarca de Constantinoble Parteni I redactava una confessió de fe de les Esglésies Orientals.
Joanic va tenir grans discussions amb els monjos del Sinaí, fins al punt que van arribar a prohibir la celebració dels sagraments al seu monestir d'Alexandria. Les tensions van obligar a la intervenció del sultà Mehmet IV, que es va decantar per les esglésies del Sinaí. Va morir de pesta el 15 de setembre de 1657.